# بيلي ساندرز
بيلي ساندرز (بالإنجليزية: Billy Sanders)‏ هو متسابق دراجات نارية أسترالي، ولد في 9 سبتمبر 1955 في سيدني في أستراليا، وتوفي في 23 أبريل 1985 في إبسوتش في المملكة المتحدة.